# اولریش لوپن
اولریش لوپن (انگلیسی: Ulrich Le Pen؛ زادهٔ ۲۳ ژانویهٔ ۱۹۷۴) بازیکن فوتبال اهل فرانسه است.
از باشگاه‌هایی که در آن بازی کرده‌است می‌توان به باشگاه فوتبال استراسبورگ، باشگاه فوتبال رن، باشگاه فوتبال ایپسویچ تاون، و باشگاه فوتبال لوریان اشاره کرد.